# San Pablo de los Montes
San Pablo de los Montes ist ein Dorf und eine zentralspanische Gemeinde (municipio) mit 1.644 Einwohnern (Stand: 2024) in der Provinz Toledo in der Autonomen Gemeinschaft Kastilien-La Mancha.

## Lage
San Pablo de los Montes liegt etwa 55 Kilometer südwestlich von Toledo in der historischen Provinz La Mancha in einer Höhe von ca. 910 m.
Das Klima im Winter ist rau, im Sommer dagegen trocken und warm; der Regen (ca. 536 mm/Jahr) fällt überwiegend in den Wintermonaten.

## Bevölkerungsentwicklung
| Jahr      | 1970 | 1981 | 1991 | 2001 | 2011 | 2021 |
| Einwohner | 1929 | 1863 | 2025 | 2161 | 2175 | 1723 |

## Sehenswürdigkeiten
- Kirche
- Kapelle
- Rathaus
- Wassermühle